# José Manuel Durán
José Manuel Durán (* 9. Oktober 1945 in Madrid) ist ein ehemaliger spanischer Boxer, Europameister und Weltmeister der WBA im Halbmittelgewicht.

## Amateurkarriere
Er war Teilnehmer der Europameisterschaften 1967 in Rom, wo er jedoch im ersten Kampf dem Dänen Jørgen Hansen nach Punkten unterlag. Bei den 5. Mittelmeerspielen im September desselben Jahres in Tunis konnte er die Bronzemedaille im Weltergewicht gewinnen.
1968 gewann er die Spanischen Meisterschaften und nahm bei den Olympischen Sommerspielen in Mexiko-Stadt teil, wo er jedoch im zweiten Kampf nach Punkten gegen den späteren Bronzemedaillengewinner Wladimir Musalimow verlor.

## Profikarriere
Seinen ersten Profikampf hatte er bereits im November 1967 bestritten. Nach den Olympischen Spielen wurde er endgültig Profi und gewann seine ersten 22 Kämpfe in Folge, davon 11 vorzeitig. Im Juni 1970 erlitt er seine erste Niederlage, als er dem zweifachen Europameister Jean Josselin (61 Siege – 8 Niederlagen) nach Punkten unterlag. Er gewann jedoch den Rückkampf im Mai 1971 nach Punkten.
Zudem bezwang er in weiteren Kämpfen u. a. den Kubaner Ángel „Roberto“ García (110-47), den späteren Britischen Meister Bobby Arthur (16-5), den Spanischen Meister Antonio Torres (55-4), den ehemaligen WM-Herausforderer Domenico Tiberia (63-15) und Giancarlo Garbelli (72-13).
Am 30. Juni 1973 wurde er in Burgos Spanischer Meister im Halbmittelgewicht und bezwang bis Anfang 1974 u. a. auch noch Ex-Europameister Bo Högberg (36-4) und den Franzosen Francis Vermandere (24-1).
Durán hatte sich somit an die Spitze der Europarangliste geboxt und erhielt am 7. Juni 1974 die Chance auf den EBU-Titel im Halbmittelgewicht gegen den französischen Titelträger Jacques Kechichian. Durán gewann den Kampf über 15 Runden einstimmig nach Punkten, Kechichian beendete anschließend seine Karriere.
In folgenden Titelverteidigungen besiegte er in Berlin den ungeschlagenen Deutschen Eckhard Dagge (13-0) durch t.K.o. in der elften Runde und den zweifachen Ex-Europameister Hans Orsolics (42-7) durch t.K.o. in Runde 14. Im Januar 1975 gewann er zudem in Wien gegen den ungeschlagenen Franz Csandl (18-0) nach Punkten, wobei er ihn in der 14. Runde auch am Boden hatte. Im Februar 1975 gewann er noch gegen den Deutschen Meister Peter Scheibner nach Punkten und hatte sich somit an die Spitze der Weltrangliste etabliert.
Am 7. Mai 1975 boxte er in Monte Carlo gegen den Brasilianer Miguel de Oliveira (41-1) um den Weltmeistertitel der WBC im Halbmittelgewicht, unterlag diesem jedoch über 15 Runden nach Punkten. Nur eineinhalb Monate später versuchte er sich wieder den EBU-Titel zu sichern, wurde jedoch diesmal vom aktuellen Titelträger Eckhard Dagge vorzeitig besiegt.
Nach fünf Aufbaukämpfen, in denen er ungeschlagen blieb, erhielt er nochmals eine Chance auf den Weltmeistertitel der WBA im Halbmittelgewicht. Dabei besiegte er in Tokio den japanischen Titelträger Kōichi Wajima (31-4) durch K. o. in der 14. Runde, verlor den Titel jedoch bereits in der ersten Verteidigung am 8. Oktober 1976 knapp nach Punkten an Miguel Ángel Castellini (61-5).
Nach einer weiteren Niederlage gegen WBC-Weltmeister Rocky Mattioli (51-4) beendete er im Mai 1978 seine Karriere.